# Robert Broke
Pour les articles homonymes, voir Brooke.
Sir Robert Broke ou Brooke ou Brook, né en 1515 au plus tard et mort le 6 septembre 1558 à Patshull, est un juriste et homme politique anglais.

## Biographie
Après des études de droit au Middle Temple, il devient avocat, puis juge de paix pour le Shropshire de 1536 à 1547. Pour des raisons inconnues, le roi Henri VIII intervient personnellement pour que lui soit accordé le poste de recorder (juge) de Londres, qu'il obtient en novembre 1545. Cinq jours plus tard, comme le veut la coutume pour les recorders de la capitale, il est élu une première fois député de la cité de Londres à la Chambre des communes du Parlement d'Angleterre. Il est réélu pour les parlements de 1547, de mars puis d'octobre 1553, et d'avril 1554. En 1552, durant le long parlement convoqué en 1547, il co-rédige la loi rendant coupable de trahison toute personne qui qualifierait le roi Édouard VI d'hérétique, de schismatique, d'infidèle ou d'usurpateur de la Couronne. Pour autant, les convictions catholiques de Robert Broke sont connues, et lorsque Marie Ire devient reine en 1553 et rétablit le catholicisme comme religion officielle, elle voit en lui un soutien. Les députés l'élisent président (speaker) de la Chambre des communes pour le parlement d'avril 1554.

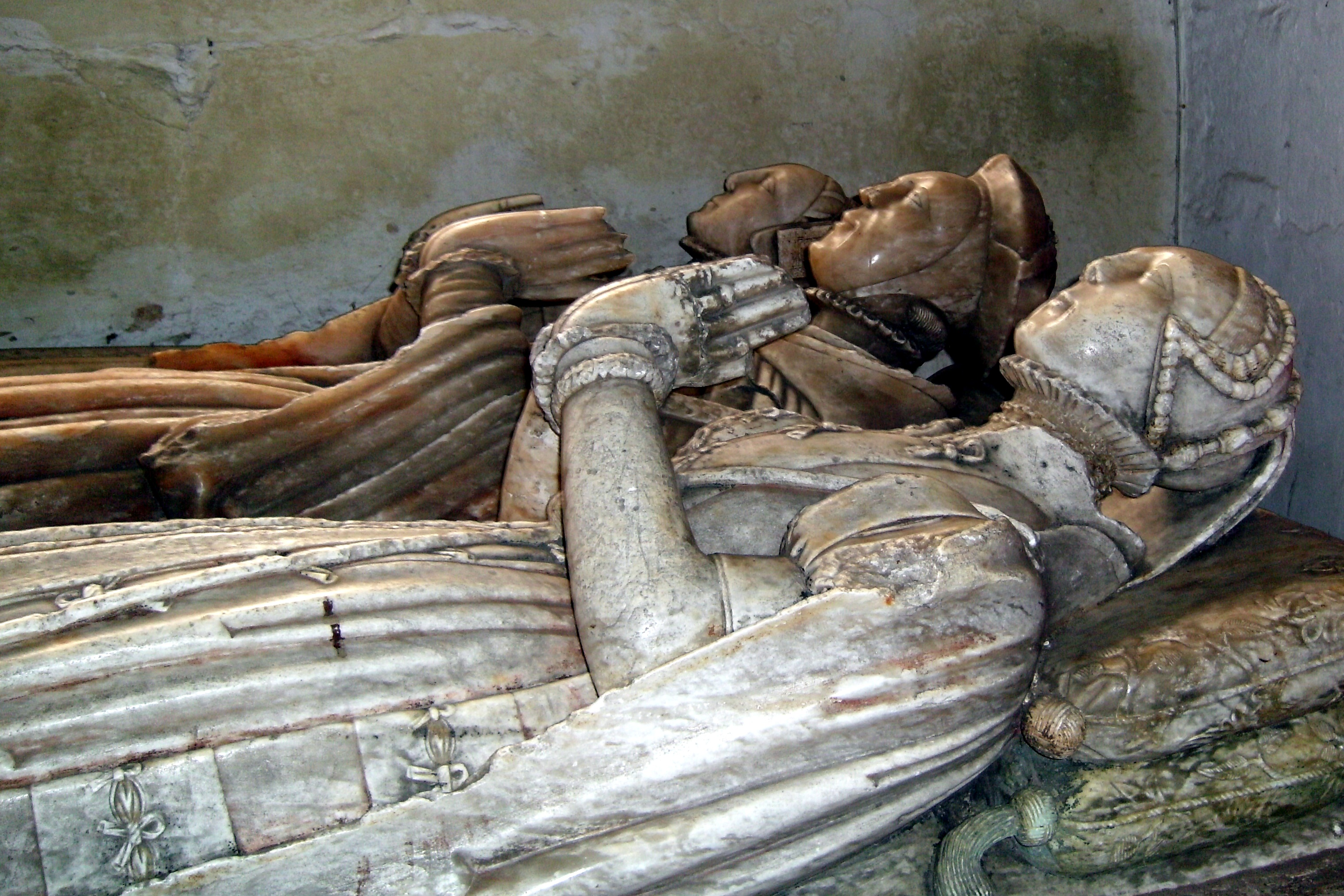
Tombe de Robert Broke et de ses deux épouses successives dans l'église de Claverley.

En octobre de cette même année il est fait président de la Cour des plaids-communs, poursuivant sa carrière juridique. À ce titre, il siège ex officio à la Chambre des lords à partir de novembre. Il meurt en septembre 1558 durant une visite chez des amis dans le Staffordshire, et est inhumé à proximité dans l'église du village de Claverley. Il est l'auteur de La Graunde Abridgement, un « livre d'autorité » (book of authority), synthèse du droit existant à son époque, publié un quart de siècle après sa mort et qui fait un temps sa renommée.